# 천저우시
천저우(중국어: 郴州, 병음: Chēnzhōu)는 중화인민공화국 후난성 남부에 위치한 지급시이다.

## 역사
한나라 초기의 113년, 계양군(桂陽郡)이 설치되었다. 건무 연간에는 군청이 침현(郴县)에 놓여졌다. 이후 735년(개원 23년), 주제를 시행한 당나라에 의해 주가 설치되면서, 청말까지 이 명칭이 사용되었다,
중화인민공화국이 성립하면서, 1949년 11월에 천셴 전구(郴县専区)가 설치되었다. 1951년에는 일단 천저우 시가 탄생하지만, 1963년에 현으로 개편되었다. 그 후의 행정구 변경을 거쳐 1977년 12월에 천저우 시로 재승격해 현재에 이르고 있다.

## 관광
천저우에는 흥미로운 장소, 자연 풍광구와 고대 유적지 및 건물을 포함한 100여가지가 넘는 관광지가 있다. 그 중 주요한 것들로 수셴 령(苏仙岭)과 우가이 산(五盖山), 둥장 호(东江湖)가 있다.
또한 저우산시와 특별한 관광자매결연지이다

## 지리
천저우는 후난성과 광둥성의 경계의 난링산맥 기슭에 위치한다. 주저우시, 헝양시, 융저우시, 장시성 간저우시, 광둥성 사오관시와 접한다.
면적은 19,317 km2로 후난성 전체의 9.2%를 차지하고 2001년 인구 조사 결과 26%가 도시 지역에 거주하고 74%가 농촌 지역에 거주한다. 텅스텐, 비스무트, 몰리브덴과 같은 비철금속이 많이 매장되어있다. 연평균 기온은 18.7 °C이고 연평균 강수량은 1510.1 mm이다.
| 천저우시의 기후                                               | 천저우시의 기후 | 천저우시의 기후 | 천저우시의 기후 | 천저우시의 기후 | 천저우시의 기후 | 천저우시의 기후 | 천저우시의 기후 | 천저우시의 기후 | 천저우시의 기후 | 천저우시의 기후 | 천저우시의 기후 | 천저우시의 기후 | 천저우시의 기후 |
| 월                                                            | 1월             | 2월             | 3월             | 4월             | 5월             | 6월             | 7월             | 8월             | 9월             | 10월            | 11월            | 12월            | 연간            |
| ------------------------------------------------------------- | --------------- | --------------- | --------------- | --------------- | --------------- | --------------- | --------------- | --------------- | --------------- | --------------- | --------------- | --------------- | --------------- |
| 역대 최고 기온 °C (°F)                                        | 27.0 (80.6)     | 32.0 (89.6)     | 33.7 (92.7)     | 35.6 (96.1)     | 36.2 (97.2)     | 38.0 (100.4)    | 40.3 (104.5)    | 40.5 (104.9)    | 38.6 (101.5)    | 36.4 (97.5)     | 33.5 (92.3)     | 27.4 (81.3)     | 40.5 (104.9)    |
| 일평균 최고 기온 °C (°F)                                      | 10.2 (50.4)     | 13.4 (56.1)     | 17.3 (63.1)     | 23.9 (75.0)     | 28.0 (82.4)     | 31.2 (88.2)     | 34.2 (93.6)     | 33.0 (91.4)     | 29.2 (84.6)     | 24.6 (76.3)     | 19.0 (66.2)     | 13.1 (55.6)     | 23.1 (73.6)     |
| 일일 평균 기온 °C (°F)                                        | 6.6 (43.9)      | 9.3 (48.7)      | 13.1 (55.6)     | 19.2 (66.6)     | 23.6 (74.5)     | 27.0 (80.6)     | 29.6 (85.3)     | 28.3 (82.9)     | 24.7 (76.5)     | 19.8 (67.6)     | 14.2 (57.6)     | 8.6 (47.5)      | 18.7 (65.6)     |
| 일평균 최저 기온 °C (°F)                                      | 4.1 (39.4)      | 6.6 (43.9)      | 10.1 (50.2)     | 15.9 (60.6)     | 20.2 (68.4)     | 23.9 (75.0)     | 26.1 (79.0)     | 25.0 (77.0)     | 21.4 (70.5)     | 16.3 (61.3)     | 10.8 (51.4)     | 5.5 (41.9)      | 15.5 (59.9)     |
| 역대 최저 기온 °C (°F)                                        | −5.9 (21.4)     | −6.8 (19.8)     | −1.9 (28.6)     | 2.9 (37.2)      | 10.0 (50.0)     | 13.4 (56.1)     | 18.6 (65.5)     | 18.3 (64.9)     | 13.2 (55.8)     | 2.2 (36.0)      | −2.8 (27.0)     | −6.3 (20.7)     | −6.8 (19.8)     |
| 평균 강수량 mm (인치)                                         | 80.0 (3.15)     | 97.8 (3.85)     | 156.1 (6.15)    | 169.3 (6.67)    | 188.2 (7.41)    | 195.7 (7.70)    | 126.3 (4.97)    | 191.3 (7.53)    | 86.8 (3.42)     | 72.0 (2.83)     | 78.4 (3.09)     | 68.2 (2.69)     | 1,510.1 (59.46) |
| 평균 강수일수 (≥ 0.1 mm)                                      | 16.4            | 16.1            | 19.4            | 16.5            | 17.4            | 15.8            | 10.3            | 14.6            | 11.7            | 10.7            | 11.7            | 12.0            | 172.6           |
| 평균 강설일수                                                 | 3.5             | 1.7             | 0.3             | 0               | 0               | 0               | 0               | 0               | 0               | 0               | 0               | 0.8             | 6.3             |
| 평균 상대 습도 (%)                                            | 80              | 80              | 80              | 76              | 75              | 74              | 66              | 72              | 76              | 75              | 76              | 76              | 76              |
| 평균 월간 일조시간                                            | 53.5            | 53.4            | 59.5            | 91.2            | 111.9           | 127.7           | 219.0           | 162.3           | 121.1           | 118.0           | 100.0           | 84.4            | 1,302           |
| 가능 일조율                                                   | 16              | 17              | 16              | 24              | 27              | 31              | 52              | 40              | 33              | 33              | 31              | 26              | 29              |
| 출처: 중국기상국 (평년값: 1991년~2015년, 극값: 1971년~2010년) |                 |                 |                 |                 |                 |                 |                 |                 |                 |                 |                 |                 |                 |

## 행정 구역

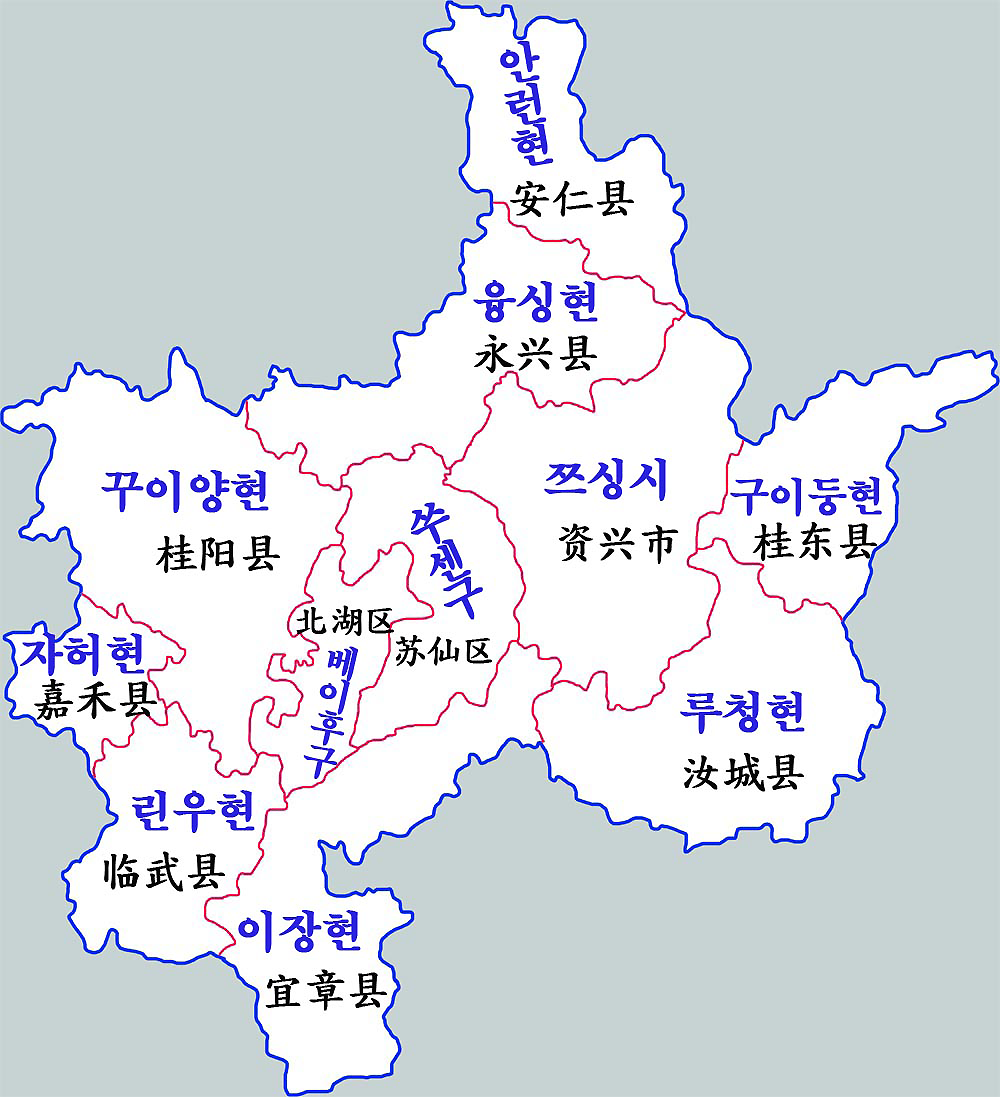
천저우 시 현급구역

2개의 시할구, 1개의 현급시, 8개의 현을 관할한다.
시할구
- 베이후 구(北湖区)
- 쑤셴 구(苏仙区)

현급시
- 쯔싱 시(资兴市)

현
- 구이양 현(桂阳县)
- 융싱 현(永兴县)
- 이장 현(宜章县)
- 자허 현(嘉禾县)
- 린우 현(临武县)
- 루청 현(汝城县)
- 구이둥 현(桂东县)
- 안런 현(安仁县)